# 1860年大流星
1860年大流星 是发生在1860年7月20日的事件。 这事发生在美国的一个独特的流星现象。 美国油画画家 Frederic Church 看到了一串巨大的火球划过卡茨基尔的夜空，并将此画了出来， 这是一种极为罕见的流星现象。这被认为是華特·惠特曼作品《Year of Meteors, 1859-60》所描述的事件。 在150年后的2010年，科學家認為此事件是掠地火球造成。